# Susumu Shingu
Susumu Shingu (新宮晋?, Shingu Susumu; Osaka, 13 luglio 1937) è uno scultore e pittore giapponese.

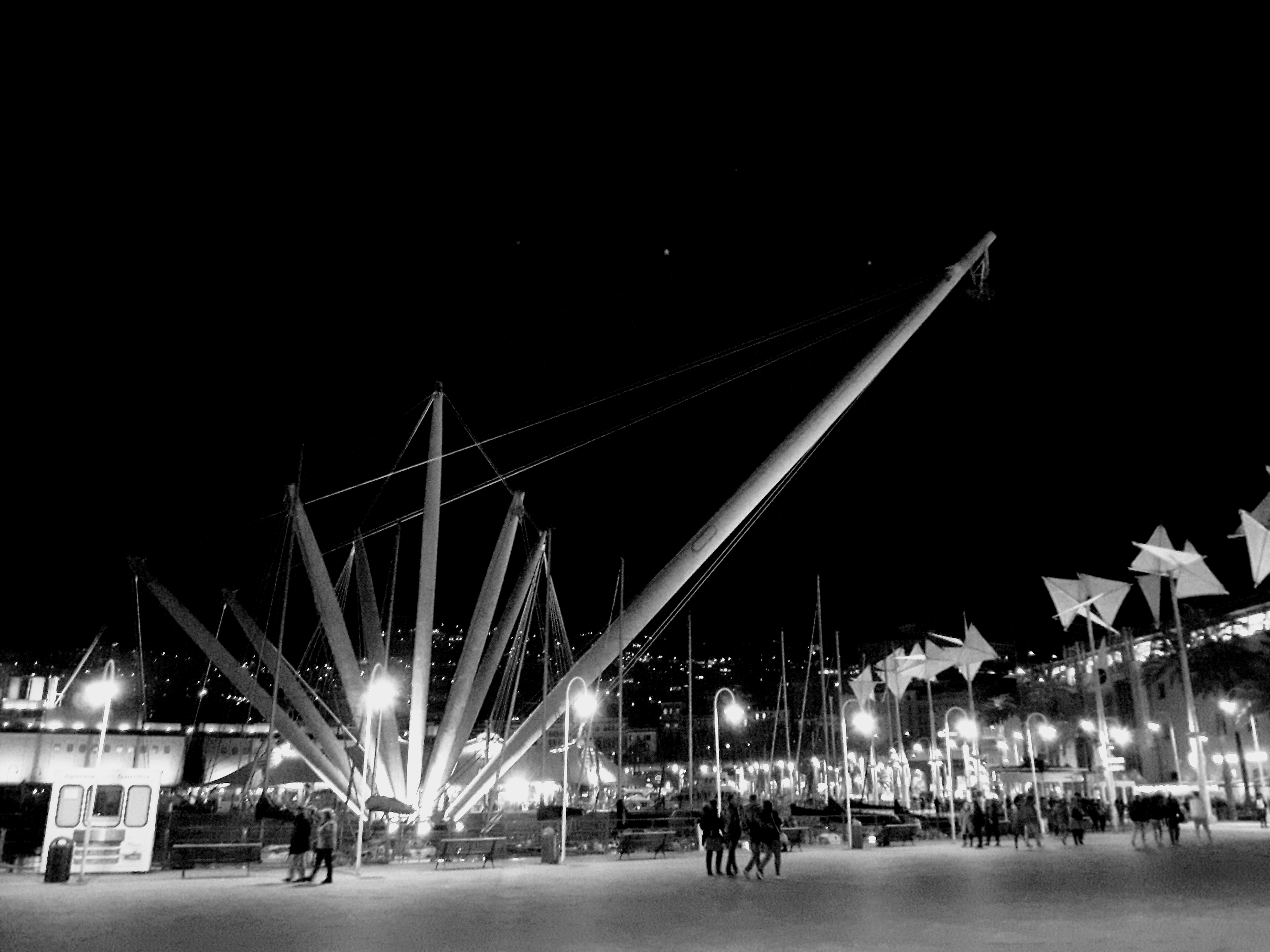
Columbus' Wind alla destra del Bigo di Renzo Piano, Genova (1992).

Le sue opere sono quasi totalmente ispirate alle forze della natura, su tutte il vento, arrivando ad affermare "Per me il vento è assoluto" e realizzando decine di opere che interagiscono con questo elemento.

## Biografia
Nato ad Osaka nel 1937, si laureò in arte presso l'università imperiale di Tokyo nel 1960.
Dopo la laurea, si trasferì in Italia per approfondire gli studi, frequentando tra il 1960 ed il 1962 l'accademia di belle arti di Roma, seguendo gli insegnamenti di Franco Gentilini.
Tiene una personale al Cavallino di Venezia, di Carlo Cardazzo, nel 1963. Successivamente, nel 1966, a Milano. Poi torna in patria, dove l'anno seguente inizia ad esporre le sue opere tridimensionali.  Nel 1968 è uno degli otto artisti selezionati per esporre all'Expo 1970 di Osaka.
Espone ed ottiene committenze in tutto il mondo, soprattutto in Europa ed in patria, e nel 2014 inaugura il Susumu Shingu WIND MUSEUM a Sanda.
Durante la sua carriera ha collaborato con artisti ed architetti del calibro di Renzo Piano, Tadao Andō, Issey Miyake e Jiři Kilián.
Con la tecnica del pop-up, ispirandosi sempre alla forza del vento, ha realizzato e scritto anche alcuni libri per bambini come "il boschetto misterioso" e "Il viaggio del vento".